# Rudolf von Döbbelin
Rudolf von Döbbelin (lateinisch Rodolfus de Dobelin; gest. nach 1369) war Propst in Stendal von 1362 bis 1369 und Protonotar der Mark Brandenburg von 1368 bis 1369.

## Leben
1338 wurde ein Stiftsvikar Rodolphus de Debelin in einer Urkunde des Halberstädter Bischofs als Zeuge genannt, in der die Stadt Stendal mit dem Interdikt (Kirchenbann) belegt wurde, 1340 in einer weiteren Halberstädter Urkunde.
1362 wurde Rudolf erstmals als Propst des Kollegiatstifts St. Nikolai in Stendal erwähnt. 1363 wurden ihm und seinem Bruder Heinrich mehrere Besitzrechte durch Markgraf Otto von Brandenburg übereignet, er wurde dabei als dessen Kaplan bezeichnet. 1368 wurde Rudolf erstmals als Protonotarius Ottos erwähnt, 1369 ein weiteres Mal in der letzten mit ihm erhaltenen Urkunde.